# بت مووینز
بت مووینز (انگلیسی: Beth Mowins؛ زادهٔ ۲۶ مهٔ ۱۹۶۷) بازیکن بسکتبال، و مفسر ورزشی اهل ایالات متحده آمریکا است.